# La Romieu
 La Romieu  en francés (L'Arromiu en occitano) es una población y comuna francesa, ubicada en la región de Mediodía-Pirineos, departamento de Gers, en el distrito de Condom y cantón de Condom.
Se encuentra en la Via Podiensis en el camino a Santiago de Compostela. Tal fue su importancia como etapa de peregrinación que el mismo término de la población en occitano significa peregrino, principalmente porque en el confluía la Via Auverniensis a la principal Via Podiensis. En la localidad está la colegiata de San Pedro.

## Demografía
| 688 | 644 | 535 | 547 | 528 | 532 |
| Para los censos de 1962 a 1999 la población legal corresponde a la población sin duplicidades (Fuente: INSEE [Consultar]) |     |     |     |     |     |

## Lugares de interés
- Colegiata de San Pedro de La Romieu
- Jardines de Coursiana